# Nerl
Nerl (ros. Нерль) – rzeka w Rosji, lewy dopływ Klaźmy o długości 284 km i powierzchni dorzecza 678 km². Uchodzi do Klaźmy w miejscowości Bogolubowo, dawnej rezydencji księcia Andrzeja I Bogolubskiego. W tym miejscu na brzegu zabytkowa, z XII wieku cerkiew Opieki Matki Bożej.